# Homoeonympha schajovskoii
Homoeonympha schajovskoii är en fjärilsart som beskrevs av Hayward 1954. Homoeonympha schajovskoii ingår i släktet Homoeonympha och familjen praktfjärilar. Inga underarter finns listade i Catalogue of Life.